# Cockney
 (octobre 2010).
Si vous disposez d'ouvrages ou d'articles de référence ou si vous connaissez des sites web de qualité traitant du thème abordé ici, merci de compléter l'article en donnant les références utiles à sa vérifiabilité et en les liant à la section « Notes et références ».
Pour les articles homonymes, voir Cockney (homonymie).

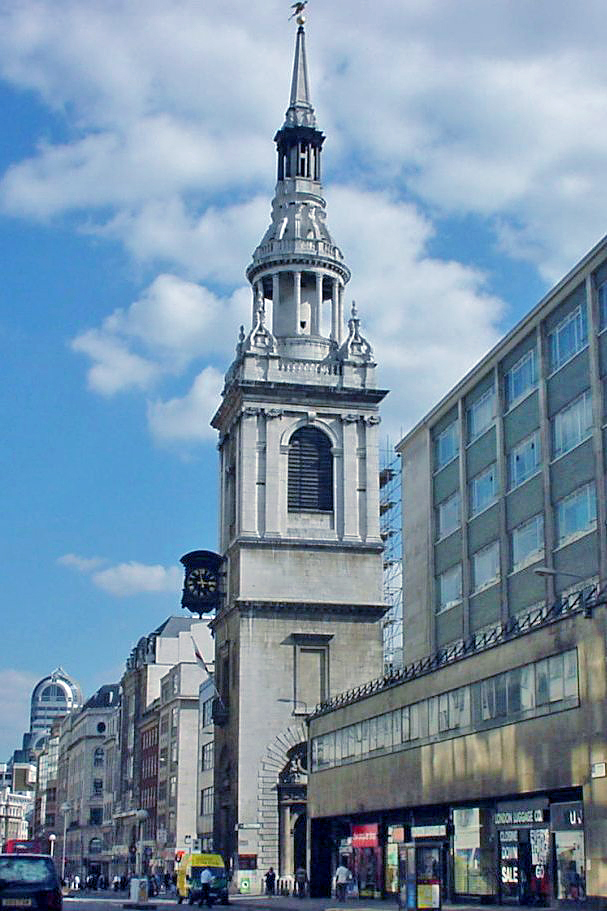
L'église St Mary-le-Bow sur Cheapside.

Le terme cockney désigne les Londoniens issus de la classe ouvrière et habitant l'est de la ville, ainsi que leur argot. Selon la tradition, ce mot qualifie, au sens strict, ceux qui pouvaient entendre sonner les cloches de Bow, c'est-à-dire les cloches de l'église St Mary-le-Bow. Celles-ci détruites par un bombardement en 1941 furent muettes pendant 20 années.

## Origine du mot
L'occurrence la plus ancienne du terme cockney remonte à 1362, au poème en moyen-anglais Pierre le laboureur (Piers Plowman) de William Langland, où cockney désigne un œuf chétif, difforme (de coken + ey, littéralement « œuf de coq »), puis au sens figuré une personne ignorant les coutumes locales (1521).
Selon le dictionnaire Webster's New Universal Unabridged Dictionary, le mot cockney pourrait dériver de l'expression française « Pays de Cocagne », expression que les Normands utilisaient pour désigner Londres, lieu d'oisiveté et de luxe.
Le mot cockney est employé au début du XVIIe siècle par Samuel Rowlands dans sa satire The Letting of Humours Blood in the Head-Vaine, où il est fait référence à un « Bow-Bell Cockney » (un Cockney de St Mary-le-Bow).
La région recouverte par le terme cockney, au sens indiqué dans l'introduction, a varié au cours du temps.

## Le parler cockney

### L'accent
Le cockney désigne aussi la façon de parler des Cockneys. D’abord parlé seulement par les Cockneys, dénotant donc une classe sociale basse, il est aujourd’hui parlé par la majorité des personnes dans le Grand Londres, où il est le dialecte principal. Les caractéristiques du parler cockney (cockney speech) sont les suivantes :
Tout d'abord, on retrouve des composants régionaux qui dénotent le sud et le sud-est :
- les a sont prononcés graves et longs avant les consonnes affriquées : grass [ɡrɑːs], gaff [ɡɑːf], etc.
- l'accent est non-rhotique, c'est-à-dire que les R finaux ne se prononcent qu'à la liaison, comme en anglais britannique standard (r de liaison).
  - winner [ˈwɪnə], the winner is [ðəˈwɪnərɪz]
  - door [doː], door opening [ˈdoːrəʊpnɪŋ]
- Le « r » silencieux peut venir se prononcer là où il n'est pas écrit : data = dater (r intrusif)
  - data [ˈdeɪtə], data analysis [ˌdeɪtərəˈnælɪsɪs] → Il s'agit d'un « r » de liaison entre deux voyelles.

Au niveau des consonnes, on retrouve certaines similitudes avec l'accent français : 
- th sourd [θ] se prononce souvent comme f. Exemple : breath, prononcé [brɛf]
- th sonore [ð] se prononce souvent comme v. Exemple : breathe prononcé [briːv]
- Le h initial tombe fréquemment : head prononcé [ɛd]

Ces réalisations peuvent se retrouver dans d'autres accents régionaux.
Il y a cependant deux détails qui indiquent infailliblement un parler de Londres :
- Le l final ou précédant une consonne est réduit à un dark L très marqué, proche d'un [o] ou d'un [ʊ]. milk se prononcera [mɪok].
- Le goat split est un phénomène complexe qui affecte l'ouverture de la diphtongue [əʊ], la faisant se rapprocher de [aʊ]. Ainsi, know tendra vers now, tandis que le [aʊ] de now sera aplati en un [aː] ou [æː]. Cette ouverture est une division (split) du phonème car il ne l'affecte pas toujours : ainsi, on pourra assister à la différenciation de deux homophones, par exemple holy et wholly qui se réaliseront respectivement [hɐʊli] et [hɒʊli] (sans considérer la chute du h, cf supra).
- Présence d'un Diphthong shift, produisant une rotation des voyelles de FLEECE, FACE, PRICE et CHOICE dans le sens horaire dans l'espace vocalique et GOOSE, GOAT et MOUTH dans le sens horaire, comme ci-dessous :

| RECEIVED PRONUNCIATION | ACCENT COCKNEY | RECEIVED PRONUNCIATION | ACCENT COCKNEY |
| ---------------------- | -------------- | ---------------------- | -------------- |
| [iː]                   | [əi]           | [ʊu]                   | [əʉ]           |
| [e˕ɪ]                  | [aɪ]           | [əʊ]                   | [aʊ]           |
| [äɪ]                   | [ɒɪ]           | [ɑ˖ʊ]                  | [æː]           |
| [ɔɪ]                   | [oɪ]           |                        |                |

Ainsi, bee bay buy boy se prononcera [biː beɪ baɪ bɔɪ] en anglais standard, et [bəi baɪ bɒɪ boɪ] en Cockney, et mood mode mowed sera en anglais standard [mʊud məʊd mɑ˖ʊd] et en Cockney [məʉd maʊd mæːd]. Ce décalage des diphtongues se retrouve aussi dans d'autres accents, notamment le Brummie (Birmingham).
- L'ouverture de la voyelle [ʌ] est sensible.

London se prononcera [ˈlandn̩].
- Le O long a tendance à se fermer.

Door sera réalisé plus proche de [doː] que du [dɔː] standard.
- Parfois, la voyelle de lot se fermera.

On peut l'entendre dans certains mots, comme cloth [kloːf] et stop [stoːp].
- Le coup de glotte (glottal stop) est très fréquent.

Cette consonne [ʔ] correspondant à l'attaque d'une voyelle vient remplacer le t en position médiane ou finale. Butter se prononcera [ˈbaʔə], mate [maɪʔ¨]. Ceci n'est pas typique de Londres mais dénote un parler des classes populaires. Tony Blair a pu être critiqué pour essayer d'émailler son discours de coups de glotte dans un but purement démagogique.

### Lerhyming slang
Les personnes parlant cockney utilisent volontiers le cockney rhyming slang, qui est un argot aux expressions imagées.
Comme son nom l'indique, cet argot se fonde sur des rimes, mais ces rimes sont sous-entendues dans la pratique : l'idée de départ est de faire correspondre à tout mot une paire de mots avec laquelle il rime, puis de supprimer le second mot de la paire dans le langage parlé. Par exemple, stairs rimera avec apples and pears, et on dira donc apples pour dire « escaliers ». De même, phone rimera avec dog and bone et dog voudra dire « téléphone ».
En pratique, le cockney n'utilise pas le rhyming slang à foison. Aussi sa surutilisation est souvent révélatrice d'une contrefaçon de l'accent, ce qu'on appelle parfois le mockney, adopté par nombre d'acteurs, de chanteurs, etc.
L'accent cockney et le rhyming slang sont également très présents en Australie, beaucoup d'Australiens anglophones descendant directement des Cockneys.

## Cockneys célèbres

### Personnalités
- Charlie Chaplin, David Beckham, Damon Albarn, David Bowie, Razzle Dingley, Barry Sheene, Steve Harley, Jimmy Pursey (de Sham 69), Pete Doherty, John Meillon, Billy Elliot, John Terry[2], Adele, Kate Nash, Michael Caine, Amy Winehouse, figurent parmi les Cockneys les plus connus ;

- Le groupe de musique Cockney Rejects ;

- Eliza Doolittle, dans Pygmalion de George Bernard Shaw, aussi dans My Fair Lady de George Cukor ;
- Dans le film  Austin Powers contre l'homme au membre d'or, Austin et son père, entourés d'Américaines, décident d'utiliser l'argot d'autrefois, c'est-à-dire le cockney, pour que celles-ci ne puissent divulguer ce qu'ils vont se dire. Le dialogue qui s'ensuit devient en effet incompréhensible pour les Américaines comme pour le public ;
- Jack Dawkins ou The Artful Dodger dans Oliver Twist de Charles Dickens ;
- Tim Roth dans Lie to Me ;
- Lauren Socha dans la série télé Misfits ;
- Steve Pemberton dans le rôle d'Oscar Lomax dans la série télé fantastique Psychoville ;
- Cockneys vs Zombies, film réalisé par Matthias Hoene (scénario : James Moran, Lucas Roche).
- Spike, dans Buffy contre les vampires.

### Évocation littéraire
Dans son ouvrage autobiographique Mon éducation - Un livre des rêves, l'écrivain William S. Burroughs rêve d'« un jeune cockney culotté ».